# El velo pintado (telenovela de 1961)
El velo pintado es la segunda telenovela que produjo y emitió la cadena Venevisión en el año 1961, protagonizada por Amelia Román y Jorge Félix.

## Reparto
- Amelia Román
- Jorge Félix